# Aristoxen de Selinunt
Aristoxen de Selinunt (en llatí Aristoxenus, en grec antic Άριστόξενος) fou un poeta grec, del que es diu que va ser el primer que va escriure en metres anapèstics.
Sobre l'època en què va viure es diu expressament que era més gran que Epicarm, que va viure des del 524 aC fins al 435 aC i, per tant, Aristoxen deuria viure al segle vi aC o potser al VII aC, encara que Eusebi de Mindos diu que va néixer el 664 aC. Però si va néixer aquell any no podia ser ciutadà de Selinunt, ja que no va ser fundada fins al 628 aC, a no ser que en fos un dels primers pobladors i, per tant, considerat d'aquella ciutat.